# Combustion Science and Technology
Combustion Science and Technology est une revue mensuelle internationale à comité de lecture pour les problèmes de combustion. Elle est publiée en anglais par Taylor & Francis. Son facteur d'impact en 2016 est 1.241 selon le Journal Citation Reports.
Elle succède à la revue Pyrotechnics publiée de 1964 à 1969.

## Indexation
Le journal est indexé dans les bases de données suivantes :
- Chemical Abstracts Service
- CSA databases (en)
- Current Contents
- EBSCO Information Services
- Compendex
- Science Citation Index
- Scopus